# يانيس جبريل
يانيس جبريل (بالإنجليزية: Yiannis Gabriel)‏ هو عالم اجتماع بريطاني، ولد في 1952.